# Geneviève Pernin
Pour les articles homonymes, voir Pernin.

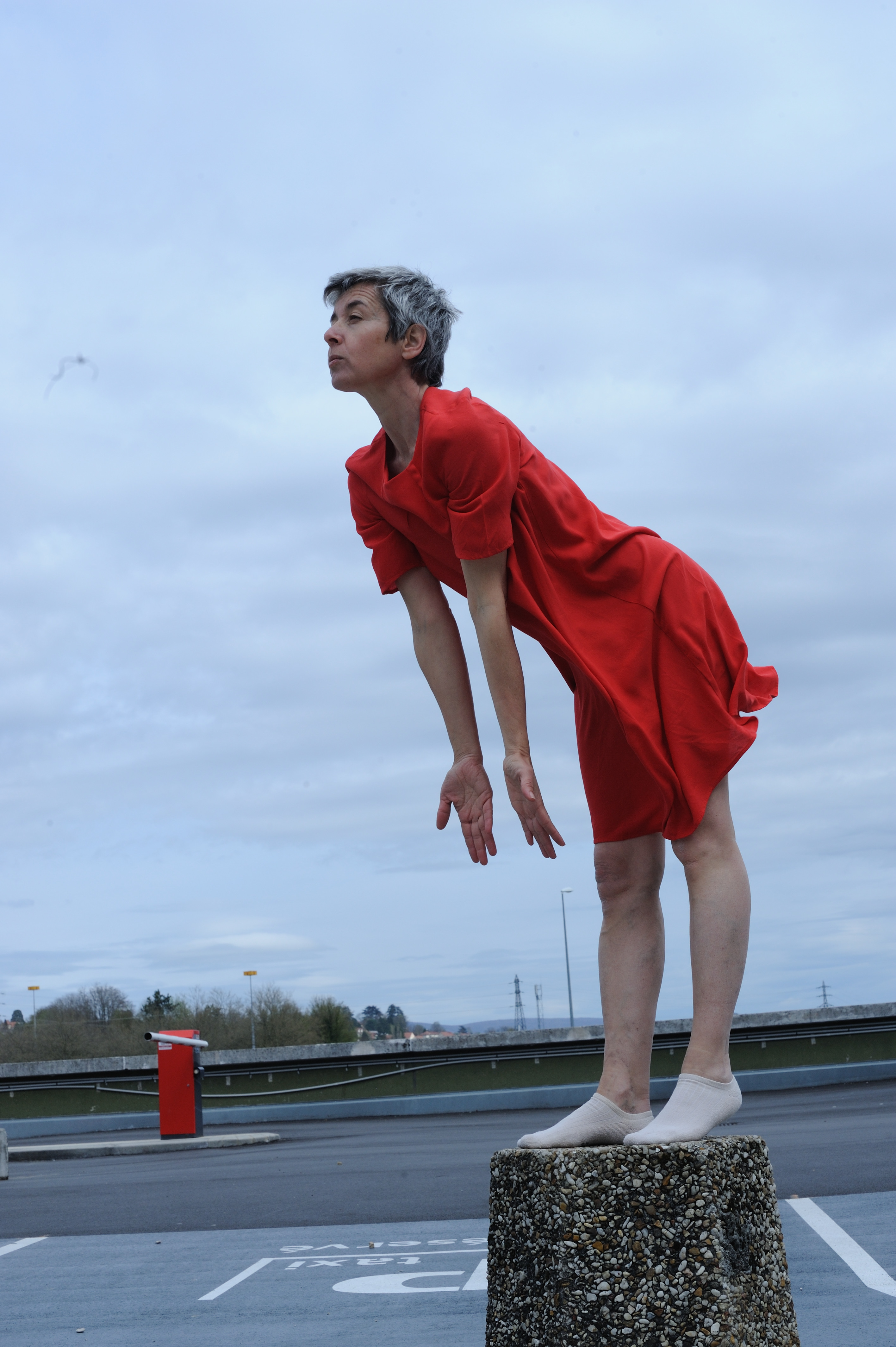
Danse sur le parvis du CHU de Besançon, 2015. Photographie Brigitte Chartreux

Geneviève Pernin est une danseuse contemporaine et chorégraphe française, née le 16 août 1965 à Brignoles dans le Var. Elle est fondatrice de la compagnie BRRFTTTT.

## Biographie
Elle est actuellement domiciliée à Mamirolle en Franche-Comté dans le Doubs. Elle est danseuse et chorégraphe.
Après des années de cours de danse dans sa ville natale, elle poursuit sa formation à dix-huit ans au Centre de Formation Professionnelle de Danse Walter Nicks de Poitiers, un enseignement de deux ans pluridisciplinaire en danse moderne, classique, jazz, flamenco, claquettes, musique, anatomie, histoire de l'art. Elle obtient son diplôme à la fin des deux années. Danseuse dans plusieurs compagnies, elle se produit au sein de divers spectacles.
Elle a travaillé avec des chorégraphes comme Paul Les Oiseaux, Odile Cazes, Kilina Cremona, Florence Girardon. Elle rejoint Odile Duboc au milieu des années 90 ; elle dansera le fameux Trois Boléros.
En 2002, elle crée sa compagnie BRRFTTTT située à Besançon et devient également chorégraphe.
Elle danse dans des théâtres, mais aussi dans des lieux un peu surprenants car non dédiés au spectacle vivant, tels que les hôpitaux, à Lons-le-Saunier,, Nantes, Dole, Belfort, Toulon, Berck-sur-Mer, Sherbrooke (Canada), Singapour, les maisons de retraites comme Saint-Herblain, Brignoles, les galeries d'art, les musées,, Nantes, Angers, Besançon, Nancy ou encore les centres de psychothérapie comme celui de Bully-les-Mines.
Elle aime aussi partager sa passion avec des publics différents comme les personnes âgées, les personnes en situation sociale difficile, les enfants, les adolescents, les adultes amateurs ou professionnels.
Elle travaille souvent avec d'autres créateurs de champs artistiques différents, notamment avec Christophe Fourvel, écrivain, mais aussi avec des vidéastes comme Anne Vauclair, Isabelle Singer, des plasticiens ou peintres comme Édouard Sautai et Jean-Pierre Schneider, des photographes comme Lin Delpierre et Brigitte Chartreux. Elle anime des ateliers avec des collégiens et des lycéens. Elle intervient régulièrement au conservatoire à rayonnement régional de Grand Besançon Métropole dont elle est aussi « référente handicap ».
Cette danseuse s'est spécialisée dans de petites formes proposées à une ou deux personnes dans des chambres d'hôpitaux,. Chaque malade a le choix entre 13 musiques (la plus courte dure 26 secondes et la plus longue 5 minutes). Le passage dans la chambre se termine toujours par une discussion. Elle propose un moment d'évasion aux malades et à ses proches. Elle fait ainsi entrer la culture à l’hôpital et offre une approche de la danse contemporaine à des personnes peu ou pas du tout initiées.
Elle a écrit un livre publié en 2013 qui s'intitule Un même moment d'existence qui raconte ses expériences de danse auprès des personnes hospitalisées. Ce livre recueille les notes prises lors des représentations à l'hôpital,.
Elle a également participé au projet Bud Blumenthal/Hybrid : Dancers en 2011 et fait partie de la base de danseurs en solo dans une vidéo en ligne sans musique.

## Œuvres
Danseuse
- 1985 : Mise en pièces de Kilina Cremona et Roger Méguin
- 1986 : Copernic opéra F6 de Kilina Cremona et Roger Méguin
- 1989 : La Semaine des 4 jeudis de Paul Les Oiseaux
- 1991 : Casa Blù d'Odile Cazes
- 1992 : Gestes d'Odile Cazes
- 1993 : Les Salutations d'un ami lointain d'Odile Cazes
- 1994 : Et puis, après d'Odile Cazes
- 1995 : Pour mémoire d'Odile Duboc
- 1995 : Folie douce d'Odile Duboc
- 1996 : Trois Boléros d'Odile Duboc[22],[23]
- 1996 : Au milieu des choses de Florence Girardon
- 1997 : Dont actes de Florence Girardon
- 1998 : Tour de rôle de Pascaline Richtarch-Castellani
- 2001 : Spiccavolu de Pascaline Richtarch-Castellani
- 2003 : Envers de Pascaline Richtarch-Castellani[24]
- 2007 : Figure de Pascaline Richtarch-Castellani
- 2007-2008 : La Pierre et les Songes d'Odile Duboc
- 2011 : Bud Blumenthal/Hybrid : Dancers[25]

Chorégraphe et danseuse
- 1999 : Ce grand néant qu'elle veut combler
- 2003 : Si vous avez cinq minutes, je viens danser rien que pour vous[26]
- 2004 : Une blouse, deux mouvements...
- 2004 : Si vous avez 30 minutes, passez nous voir dans le patio
- 2005 : J'ose la pose, un parcours[27]
- 2005 : 0-1-2-1-0
- 2006-2009 : Sous les couches et les couches, de peinture, le pigment de la peau[28]
- 2008-2009 : Passer outre
- 2011 : Maquette pour un solo
- 2013 : Avec, Blabla, Commencer, Danser, Encore...[29]
- 2015 : Une danse en images Solo de danse proposé dans les chambres des patients du service hématologie du CHRU de Besançon, suivi d’une discussion au cours de laquelle le patient passe « commande » d’une photo de danse. Cette photo prendra vie à travers le travail du photographe Lin Delpierre et de Geneviève Pernin. Exposition d’une série de 15 photos et d’un texte.
- 2016-2017 : La dernière fois où j'ai eu un corps , Création d'une pièce de théâtre avec 3 comédiennes (Muriel Racine, Pamela Ravassard, Lucile Tanoh-Koutoua) et une danseuse (Geneviève Pernin), à partir du livre éponyme de Christophe Fourvel paru aux Editions du Chemin de Fer.
- 2020 : Tant de silences, Création d'une pièce autour du livre de Christophe Fourvel paru aux  Editions L'Atelier contemporain. en collaboration avec l'auteur lui-même, la chanteuse lyrique Blandine Jeannest de Gyves, la pianiste Véronique Menuet-Stibbe et le peintre et scénographe Jean-Pierre Schneider. Création à l'auditorium du Conservatoire régional de Besançon en février 2020.

Ouvrages et articles
- Geneviève Pernin et Lin Delpierre, Un même moment d'existence, Mulhouse, Médiapop, 2013, 83 p. (ISBN 978-2-918932-15-4)
- Geneviève Pernin et Christophe Fourvel, « L’Être danseur », une conception de la danse compatible avec tous les corps, Geneviève Pernin et Christophe Fourvel, In Recherches en danse, DOI 10.4000/danse.5505.

## Filmographie
- 1990 : Vol d'eau de Frédéric Caussil, chorégraphie de Florence Azaïs
- 1992 : Le Masque de Ray de Florence Azaïs-Caussil
- 2010-2011 : Je pensais de Jacques Séchaud et Emmanuelle Prétot, à partir de textes écrits par Christophe Fourvel
- 2015 : Solo en terrasses, 4 films réalisés par Jacques Séchaud : L'Aube, Le Jour, Le Crépuscule, La Nuit.
- 2020 : Variation #1, réalisé par Jacques Séchaud.
- 2022 : 300 000 litres, réalisé par Jacques Séchaud.